# Live at the Monterey Festival
1995-ben jelent meg a Jefferson Airplane Live at the Monterey Festival című koncertalbuma. Az együttes 1967. június 17-én lépett fel a montereyi popfesztiválon, ahol nyolc dalt adtak elő. A koncert idején az együttes legújabb albuma, a Surrealistic Pillow, valamint a Somebody to Love és a White Rabbit a slágerlisták felső régiójában szerepelt, ezért a Jefferson Airplane igazán lelkes fogadtatásban részesült. Az együttes stílusa ekkor még közelebb állt a Jefferson Airplane Takes Off folk-rockos hangzásvilágához, bár már jelen voltak benne a pszichedelikus rock bizonyos jegyei is: a The Ballad of You & Me & Pooneil koncerteken játszott változata hosszú improvizációkat tartalmazott. Két dal, a Young Girl Sunday Blues és a The Ballad of You & Me & Pooneil a koncert idején vadonat új volt, hivatalosan csak a néhány hónappal később boltokba kerülő After Bathing at Baxter’s című albumon jelentek meg.
A D. A. Pennebaker által forgatott, a koncert legfontosabb fellépéseit bemutató Monterey Pop című dokumentumfilmbe a Jefferson Airplane fellépéséből a High Flyin’ Bird és a Today került be. A Today felvételének furcsasága, hogy leginkább a zongorázó és vokálozó Grace Slicket mutatják, bár a dalt Marty Balin énekli.

## Az album dalai
1. Somebody to Love (Darby Slick/Grace Slick) – 3:16
2. The Other Side of This Life (Fred Neil) – 6:53
3. White Rabbit (Grace Slick) – 2:41
4. High Flyin’ Bird (Billy Edd Wheeler) – 4:02
5. Today (Marty Balin/Paul Kantner) – 3:07
6. She Has Funny Cars (Marty Balin/Jorma Kaukonen) – 3:20
7. Young Girl Sunday Blues (Marty Balin/Paul Kantner) – 3:26
8. The Ballad of You & Me & Pooneil (Paul Kantner) – 11:13

## Közreműködők
- Grace Slick – ének, zongora
- Marty Balin – ének
- Paul Kantner – ritmusgitár, ének
- Jorma Kaukonen – szólógitár
- Jack Casady – basszusgitár
- Spencer Dryden – dob, ütőhangszerek